# Aeropuerto Les Eplatures
El Aeropuerto Les Eplatures (ICAO: LSGC) és un aeropuerto cercano a La Chaux-de-Fonds, Suiza. Los aviones aterrizan allí desde 1912, pero la concesión de aeropuerto no fue obtenida hasta 1955. 

## Instalaciones
El aeropuerto se encuentra a una altitud de 3,368 pies (1.027 m) por encima del nivel del mar. Tiene una pista de aterrizaje, designada 06/24, con una superficie asfaltada de 1.130 por 27 metros (3.707 pies × 89 pies).

## Aerolíneas y destinos
| Ciudad       | Nombre del aeropuerto         | Aerolíneas                         | Aeronaves     | Frecuencias semanales |        |
| Europa       | Europa                        | Europa                             | Europa        | Europa                | Europa |
| ------------ | ----------------------------- | ---------------------------------- | ------------- | --------------------- | ------ |
| Italia       |                               |                                    |               |                       |        |
| Isla de Elba | Aeropuerto de Marina di Campo | Swiss Flight Services (Estacional) | King Air 350i |                       |        |